# Самолетно гробище
Самолетно гробище е място, където се съхраняват бракувани и излезли от употреба летателни апарати.

## История
Американската въздушна база Девис-Монтен (на английски: Davis–Monthan Air Force Base) е сред първите площадки в света, която се превръща в самолетно гробище. След края на Втората световна война, през 1946 г., над 800 самолета B-29 Суперфортрес и C-47 Скайтрейн са преместени в базата. Първото самолетно гробище в Русия е на Ходинското поле (на руски: Ходынское поле).. Мястото е било летище в периода 1910 – 2003, а днес е превърнато на музей.

## Списък
- Летище Преднак, Великобритания
- Регионално летище Абълийн, САЩ
- Летище Кингман, САЩ
- Регионално летище Лаурингбург-Макстън, САЩ
- Летище Теруел, Испания
- Интернационален въздушен център Розуел, САЩ[3]
- Ходинско поле, Москва, Русия
- Домодедово, Русия